# Sarcogyne
Sarcogyne Flot. (setniczka) – rodzaj grzybów z rodziny Acarosporaceae. Ze względu na współżycie z glonami zaliczany jest do grupy porostów.

## Systematyka i nazewnictwo
Pozycja w klasyfikacji według Index Fungorum: Acarosporaceae, Acarosporales, Acarosporomycetidae, Lecanoromycetes, Pezizomycotina, Ascomycota, Fungi.
Synonimy nazwy naukowej: Cathisinia Stirt., Myriosperma Nägeli, Stereopeltis Franzoni & De Not..
Nazwa polska według opracowania W. Fałtynowicza.

## Gatunki występujące w Polsce
- Sarcogyne clavus (DC.) Kremp. 1861 – setniczka podniesiona
- Sarcogyne hypophaeoides Vain.[4] – setniczka ciemna
- Sarcogyne privigna (Ach.) A. Massal. 1854 – setniczka zaniedbana
- Sarcogyne regularis Körb. 1855 – setniczka zwyczajna

Nazwy naukowe na podstawie Index Fungorum. Nazwy polskie według W. Fałtynowicza.